# Commonwealth Games 2002/Badminton (Mixed)
Folgend die Ergebnisse und Platzierungen bei den Commonwealth Games 2002 im Mixed im Badminton.

## 1. Runde
- Philippe Bourret /  Robbyn Hermitage –  Edicha Ocholi /  Maryam Sude: 7-0 / 7-2 / 7-1
- Charles Pyne /  Nigella Saunders –  Khoo Kian Teck /  Fatimah Kumin Lim: 7-4 / 3-7 / 7-5 / 7-5
- Chris Blair /  Tammy Jenkins –  Stuart Brehaut /  Lenny Permana: 7-3 / 7-3 / 7-1
- Eugene Mckenna /  Lisa Lynas –  Naseer Adbulla Ali /  Sheen Rasheed: 7-4 / 7-2 / 7-1
- Kevin Wood /  Mariama Eastmond –  Nicholas Jumaye /  Catherina Paulin: 7-0 / 7-1 / 7-3
- William Milroy /  Denyse Julien –  Hyder Aboobakar /  Amrita Sawaram: 7-1 / 7-2 / 7-0
- Craig Robertson /  Rita Yuan Gao –  Sanave Thomas /  Shruti Kurien: 8-6 / 7-1 / 1-7 / 7-2
- Chang Kim Wai /  Wong Pei Tty –  Mmoloki Motchala /  Joyce Malebogo Arone: 7-1 / 7-1 / 7-1
- Matthew Hughes /  Robyn Ashworth –  Niluka Karunaratne /  Chandrika de Silva: 7-0 / 7-2 / 3-7 / 7-4
- Peter Blackburn /  Kellie Lucas –  Ryan Holder /  Dionne Forde: 7-1 / 7-3 / 6-8 / 7-0
- Patrick Lau Kim Pong /  Jiang Yanmei –  Fred Gituku /  Anjali Gudhka: 7-0 / 7-2 / 7-1
- Chan Chong Ming /  Lim Pek Siah –  Georgie Cupidon /  Juliette Ah-Wan: 7-0 / 7-1 / 8-6
- Graeme Smith /  Elinor Middlemiss –  Graham Henderson /  Claire Henderson: 7-1 / 7-1 / 7-3
- Liam Ingram /  Kerry Ann Sheppard –  Kevin Le Moigne /  Elena Johnson: 7-2 / 7-2 / 6-8 / 7-4
- Bruce Topping /  Jayne Plunkett –  Eli Mambwe /  Jean Mabiza: 7-1 / 7-4 / 7-0
- Robert Blair /  Donna Kellogg –  Stephan Beeharry /  Karen Foo Kune: 7-0 / 8-6 / 7-1
- Bobby Milroy /  Zhang Ningyi –  Abimbola Odejoke /  Prisca Azuine: 7-3 / 7-3 / 7-4
- Murray Hocking /  Rhonda Cator –  Ian Coombs-Goodfellow /  Kerry Coombs-Goodfellow: 7-3 / 7-0 / 7-1
- Moosa Nashid /  Amaani Rasheed –  Orideetse Thela /  Leungo Tshweneetsile: 3-7 / 7-2 / 7-5 / 8-7
- Paul Le Tocq /  Sarah Le Moigne –  Wajid Ali Chaudhry /  Asma Butt: w.o.
- Valiyaveetil Diju /  Jwala Gutta –  Issah Mohammed /  Theresa Tetteh: w.o.

## 2. Runde
- Nathan Robertson /  Gail Emms –  Markose Bristow /  B. R. Meenakshi: 7-2 / 7-5 / 7-2
- Philippe Bourret /  Robbyn Hermitage –  Paul Le Tocq /  Sarah Le Moigne: 7-0 / 7-1 / 7-1
- Chew Choon Eng /  Chin Eei Hui –  Neil Cottrill /  Joanne Muggeridge: 7-0 / 7-0 / 7-0
- Chris Blair /  Tammy Jenkins –  Charles Pyne /  Nigella Saunders: 7-4 / 7-0 / 7-1
- Travis Denney /  Kate Wilson-Smith –  Eugene Mckenna /  Lisa Lynas: 7-0 / 7-2 / 8-7
- William Milroy /  Denyse Julien –  Kevin Wood /  Mariama Eastmond: 7-2 / 7-0 / 7-5
- Anthony Clark /  Sara Sankey –  Craig Robertson /  Rita Yuan Gao: 7-2 / 7-4 / 7-3
- Chang Kim Wai /  Wong Pei Tty –  Matthew Hughes /  Robyn Ashworth: 7-4 / 7-5 / 7-4
- Patrick Lau Kim Pong /  Jiang Yanmei –  Peter Blackburn /  Kellie Lucas: 4-7 / 7-3 / 7-1 / 7-2
- Chan Chong Ming /  Lim Pek Siah –  Keith Chan /  Milaine Cloutier: 7-5 / 7-3 / 7-4
- Graeme Smith /  Elinor Middlemiss –  Liam Ingram /  Kerry Ann Sheppard: 7-1 / 7-0 / 7-3
- Simon Archer /  Joanne Goode –  Nikhil Kanetkar /  Trupti Murgunde: 7-0 / 7-2 / 7-0
- Valiyaveetil Diju /  Jwala Gutta –  Bruce Topping /  Jayne Plunkett: 8-7 / 7-3 / 7-5
- Russell Hogg /  Kirsteen McEwan –  Robert Blair /  Donna Kellogg: 8-7 / 7-0 / 7-2
- Murray Hocking /  Rhonda Cator –  Bobby Milroy /  Zhang Ningyi: 7-1 / 7-8 / 7-2 / 8-6
- Daniel Shirley /  Sara Runesten-Petersen –  Moosa Nashid /  Amaani Rasheed: 7-1 / 7-0 / 7-0

## 3. Runde
- Nathan Robertson /  Gail Emms –  Philippe Bourret /  Robbyn Hermitage: 7-2 / 7-1 / 7-3
- Chew Choon Eng /  Chin Eei Hui –  Chris Blair /  Tammy Jenkins: 4-7 / 7-2 / 1-7 / 7-3 / 7-4
- William Milroy /  Denyse Julien –  Travis Denney /  Kate Wilson-Smith: 7-8 / 4-7 / 8-6 / 8-6 / 7-1
- Anthony Clark /  Sara Sankey –  Chang Kim Wai /  Wong Pei Tty: 7-2 / 7-0 / 7-3
- Patrick Lau Kim Pong /  Jiang Yanmei –  Chan Chong Ming /  Lim Pek Siah: 8-6 / 7-4 / 7-2
- Simon Archer /  Joanne Goode –  Graeme Smith /  Elinor Middlemiss: 7-0 / 7-0 / 7-0
- Russell Hogg /  Kirsteen McEwan –  Valiyaveetil Diju /  Jwala Gutta: 7-2 / 7-5 / 8-6
- Daniel Shirley /  Sara Runesten-Petersen –  Murray Hocking /  Rhonda Cator: 7-2 / 7-4 / 7-4

## Ergebnisse ab Viertelfinale
|  | Viertelfinale | Viertelfinale                         | Viertelfinale                         | Viertelfinale | Viertelfinale | Viertelfinale             | Viertelfinale               |   |                           | Halbfinale | Halbfinale | Halbfinale | Halbfinale | Halbfinale | Halbfinale | Halbfinale |  |  | Finale | Finale | Finale | Finale | Finale | Finale | Finale |
|  |               |                                       |                                       |               |               |                           |                             |   |                           |            |            |            |            |            |            |            |  |  |        |        |        |        |        |        |        |
|  |               | Simon Archer Joanne Goode             | 7                                     | 7             | 7             |                           |                             |   |                           |            |            |            |            |            |            |            |  |  |        |        |        |        |        |        |        |
|  |               | Patrick Lau Kim Pong Jiang Yanmei     | 2                                     | 0             | 3             |                           |                             |   |                           |            |            |            |            |            |            |            |  |  |        |        |        |        |        |        |        |
|  |               | Patrick Lau Kim Pong Jiang Yanmei     | 2                                     | 0             | 3             | Simon Archer Joanne Goode | 7                           | 5 | 8                         | 4          | 7          |            |            |            |            |            |  |  |        |        |        |        |        |        |        |
|  |               |                                       |                                       |               |               |                           |                             | 5 | 8                         | 4          | 7          |            |            |            |            |            |  |  |        |        |        |        |        |        |        |
|  |               |                                       | Daniel Shirley Sara Runesten-Petersen | 1             | 7             | 6                         | 7                           | 2 |                           |            |            |            |            |            |            |            |  |  |        |        |        |        |        |        |        |
|  |               | Daniel Shirley Sara Runesten-Petersen | Daniel Shirley Sara Runesten-Petersen | 1             | 7             | 6                         | 7                           | 2 | 7                         | 4          | 7          | 7          |            |            |            |            |  |  |        |        |        |        |        |        |        |
|  |               |                                       |                                       |               |               |                           |                             |   | 7                         | 4          | 7          | 7          |            |            |            |            |  |  |        |        |        |        |        |        |        |
|  |               | Russell Hogg Kirsteen McEwan          | 2                                     | 7             | 3             | 1                         |                             |   |                           |            |            |            |            |            |            |            |  |  |        |        |        |        |        |        |        |
|  |               |                                       |                                       |               |               |                           |                             |   | Simon Archer Joanne Goode | 0          | 7          | 7          | 7          |            |            |            |  |  |        |        |        |        |        |        |        |
|  |               |                                       | Chew Choon Eng Chin Eei Hui           | 7             | 5             | 3                         | 3                           |   |                           |            |            |            |            |            |            |            |  |  |        |        |        |        |        |        |        |
|  |               | Chew Choon Eng Chin Eei Hui           | 7                                     | 8             | 1             | 7                         |                             |   |                           |            |            |            |            |            |            |            |  |  |        |        |        |        |        |        |        |
|  |               | Nathan Robertson Gail Emms            | 5                                     | 6             | 7             | 4                         |                             |   |                           |            |            |            |            |            |            |            |  |  |        |        |        |        |        |        |        |
|  |               | Nathan Robertson Gail Emms            | 5                                     | 6             | 7             | 4                         | Chew Choon Eng Chin Eei Hui | 4 | 3                         | 7          | 7          | 7          |            |            |            |            |  |  |        |        |        |        |        |        |        |
|  |               |                                       |                                       |               |               |                           |                             | 4 | 3                         | 7          | 7          | 7          |            |            |            |            |  |  |        |        |        |        |        |        |        |
|  |               |                                       | Anthony Clark Sara Sankey             | 7             | 7             | 4                         | 4                           | 0 |                           |            |            |            |            |            |            |            |  |  |        |        |        |        |        |        |        |
|  |               | Anthony Clark Sara Sankey             | Anthony Clark Sara Sankey             | 7             | 7             | 4                         | 4                           | 0 | 7                         | 7          | 7          |            |            |            |            |            |  |  |        |        |        |        |        |        |        |
|  |               |                                       |                                       |               |               |                           |                             |   | 7                         | 7          | 7          |            |            |            |            |            |  |  |        |        |        |        |        |        |        |
|  |               | William Milroy Denyse Julien          | 4                                     | 4             | 1             |                           |                             |   |                           |            |            |            |            |            |            |            |  |  |        |        |        |        |        |        |        |

## Endstand
- 1.  Simon Archer /  Joanne Goode
- 2.  Chew Choon Eng /  Chin Eei Hui
- 3.  Anthony Clark /  Sara Sankey
- 3.  Daniel Shirley /  Sara Runesten-Petersen
- 5.  Nathan Robertson /  Gail Emms
- 5.  William Milroy /  Denyse Julien
- 5.  Patrick Lau Kim Pong /  Jiang Yanmei
- 5.  Russell Hogg /  Kirsteen McEwan
- 9.  Philippe Bourret /  Robbyn Hermitage
- 9.  Chris Blair /  Tammy Jenkins
- 9.  Travis Denney /  Kate Wilson-Smith
- 9.  Chang Kim Wai /  Wong Pei Tty
- 9.  Chan Chong Ming /  Lim Pek Siah
- 9.  Graeme Smith /  Elinor Middlemiss
- 9.  Valiyaveetil Diju /  Jwala Gutta
- 9.  Murray Hocking /  Rhonda Cator
- 17.  Markose Bristow /  B. R. Meenakshi
- 17.  Paul Le Tocq /  Sarah Ann Garbutt
- 17.  Neil Cottrill /  Joanne Muggeridge
- 17.  Charles Pyne /  Nigella Saunders
- 17.  Eugene McKenna /  Lisa Lynas
- 17.  Kevin Wood /  Mariama Eastmond
- 17.  Craig Robertson /  Yuan Gao
- 17.  Matthew Hughes /  Robyn Ashworth
- 17.  Peter Blackburn /  Kellie Lucas
- 17.  Keith Chan /  Milaine Cloutier
- 17.  Liam Ingram /  Kerry Ann Sheppard
- 17.  Nikhil Kanetkar /  Trupti Murgunde
- 17.  Bruce Topping /  Jayne Plunkett
- 17.  Robert Blair /  Donna Kellogg
- 17.  Bobby Milroy /  Tammy Sun
- 17.  Moosa Nashid /  Amaani Rasheed
- 33.  Wajid Ali Chaudhry /  Asma Butt
- 33.  Edicha Ocholi /  Miriam Sude
- 33.  Khoo Kian Teck /  Fatimah Kumin Lim
- 33.  Stuart Brehaut /  Lenny Permana
- 33.  Naseer Adbulla Ali /  Shaeen Rasheed
- 33.  Nicholas Jumaye /  Catherina Paulin
- 33.  Hyder Aboobakar /  Amrita Sawaram
- 33.  Sanave Thomas /  Shruti Kurien
- 33.  Mmoloki Motchala /  Joyce Malebogo Arone
- 33.  Niluka Karunaratne /  Chandrika de Silva
- 33.  Ryan Holder /  Dionne Forde
- 33.  Fred Gituku /  Anjali Gudhka
- 33.  Georgie Cupidon /  Juliette Ah-Wan
- 33.  Graham Henderson /  Claire Henderson
- 33.  Kevin Le Moigne /  Elena Johnson
- 33.  Eli Mambwe /  Jean Mabiza
- 33.  Issah Mohammed /  Theresa Tetteh
- 33.  Stephan Beeharry /  Karen Foo Kune
- 33.  Abimbola Odejoke /  Prisca Azuine
- 33.  Ian Coombs-Goodfellow /  Kerry Coombs-Goodfellow
- 33.  Orideetse Thela /  Leungo Tshweneetsile